# KoloYolo
Колойоло (KoloYolo) — український колектив з новаторським напрямом, створений Миколою та Ольгою Гончаренками, до яких на записах і концертах приєднуються різні музиканти.
Свій напрямок музиканти окреслють як Ethno-Jazz, Fusion, World-Music.

## Історія
Гурт у 2016 році створили Микола й Ольгою Гончаренки, сімейна пара, що походить зі Східної України. Назва походить від власних імен учасників. А вже згодом Коля і Оля відкрили її глибинну суть. YOLO — всім відома аббревіатура «You Only Live Once» — «Живеш тільки раз». А Kolo говорить про бескінечний цикл цього поняття.
Проєкт є учасником багатьох фестивалів, серед яких Varna Summer Jazz Festival, Odessa Jazz, Vinnitsia Jazz Festival, Jazzomir, Jazz Koktebel, Slovianalia, Трипільське коло, Sofar Sounds, Vedalife, Jazz Fest Podillya-2018, Фестиваль Офісних зомбі, Tattoo Collection, ЕтноФест, НеоРік на Софії, Bandura Music Days, О-Fest — 2019, Lviv Bandur Fest.
У 2019 році KoloYolo почали співпрацю з лейблом RNT Records випустивши сингл Georgia.

## Творчість
У своїй творчості колектив застосовує електробандуру –унікальний інструмент, що дозволяє створювати музичне полотно широкого спектру. Електробандура виконує функції басу, гармонічного акомпанементу та сольного інструменту. А завдяки використанню різних приладів звукової обробки набуває неповторного звучання.
Ольга Гончаренко застосовує та художньо переосмислює традиції індійської школи ритму — коннакол. А синтез скетових вокалізів із коннаколом створює ілюзію появи ще одного музичного інструменту, що звучанням нагадує духові.
Гітара Миколи, так само як і електробандура Ольги, виконує функції басу, акомпанементу та соло, а його вокал поєднує в собі скет та коннакол.
У концепції формування звуку колектив активно застосовує електронну обробку, в тому числі й комп'ютерну. Обробка гітарного звуку здійснюється за допомогою музичного програмного забезпечення. Електробандура має два незалежні виходи (баси та приструнки), обидва сигнали обробляються окремо.
Музика KoloYolo будується на змінах унісонів та поліритмічних структур. «Діалог» голосу та інструментів створює ілюзію, в якій змагання змінюються лагідною «розмовою», магічно впливаючи на глядача.

## Склад
- Оля Гончаренко — Електробандура / Вокал.
- Коля Гончаренко — Гітара / Вокал.

До участі долучались музиканти:
- Андрій Мороз — перкусія.
- Алік Фантаєв — барабани.
- Олександр Лебеденко — барабани.
- Вадим Медвідь — бас-гітара.

## Інтервью
- (Валентина Кирильчук) Зірки VINNYTSIA JAZZFEST, гурт KoloYolo — про магію українського джазу, бандурний бум і силу кохання [Архівовано 4 грудня 2019 у Wayback Machine.] // Новинний портал «20 хвилин» (вересень 2017)
- (Елизавета Цареградская) Гості Микола та Ольга Гончаренко. Музичний ранок на ATR: KOLOYOLO [Архівовано 9 грудня 2019 у Wayback Machine.] // Телеканал «ATR» (лютий 2019)

## Відео
- KoloYolo-Georgia (official 2016)New Jazz.ElectroEthno.WorldMusic. from Ukraine.Europe
- KoloYolo-Olo
- KoloYolo-SensetiveLiveCaribbeanClubKiev2018
- KoloYolo — JellyfishesLive CaribbeanClubKiev18
- KoloYolo — KoloYolo-Crocodille Fill (Official 2020)
- KoloYolo — KoloYolo Quartet-Jellyfishes online live RealMusic2021